# 한덕수의 제21대 대통령 선거 출마

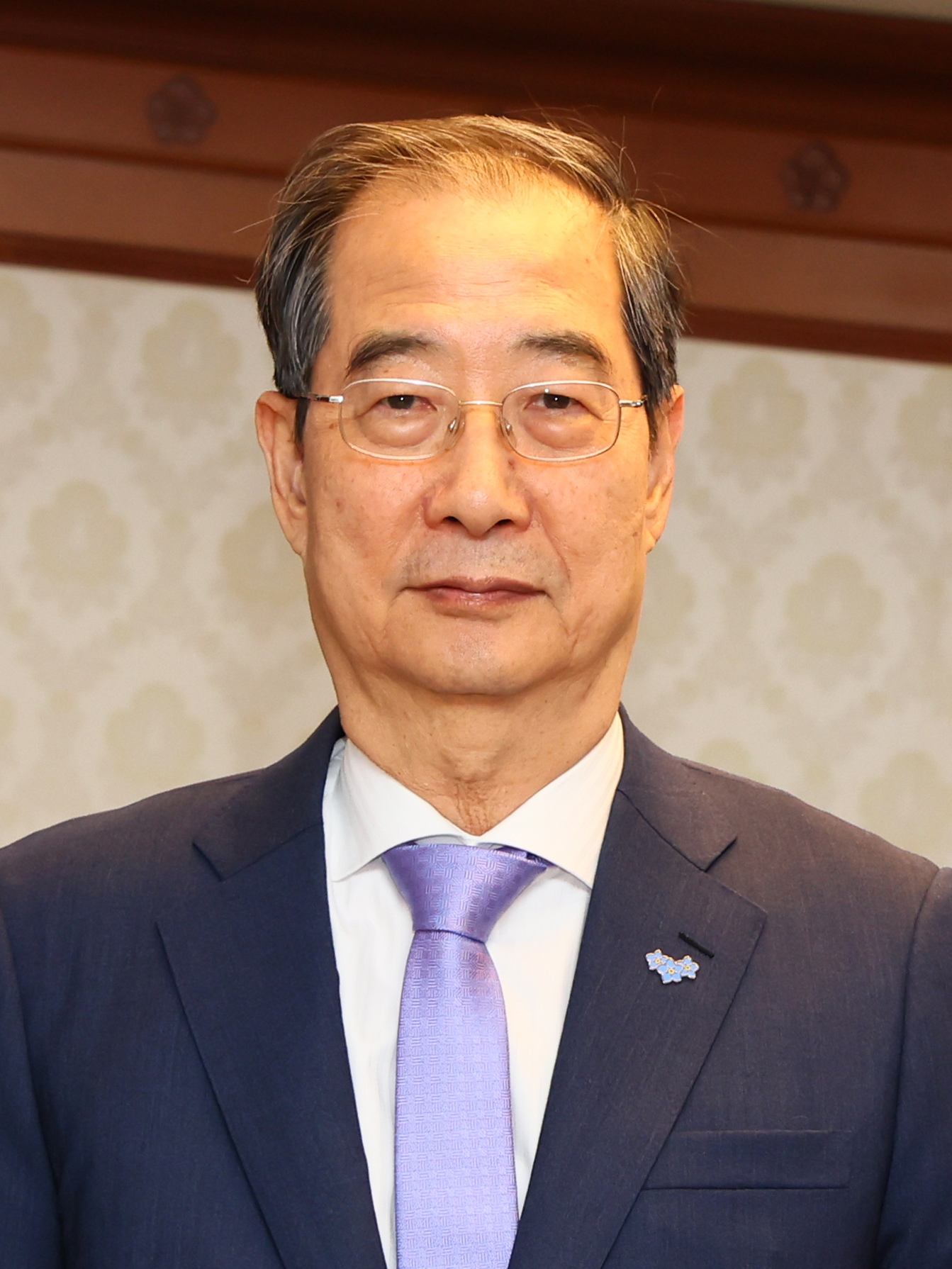
한덕수 전 국무총리

한덕수의 제21대 대통령 선거 출마는 한덕수가 2025년 5월 1일 대통령 권한대행 국무총리직에서 사임한 다음날인 5월 2일 이루어졌다. 한 전 대행은 2일 오전 10시 서울 여의도 국회에서 〈국민께 드리는 약속〉이라는 제하의 기자회견을 열며 대한민국 제21대 대통령 선거 공식 출마 선언을 하였다.

## 출마 전
2025년 4월 30일, 더불어민주당은 한 대행이 공무원 신분으로 사전 선거운동에 나섰다는 의혹을 제기하였다. 김민석 최고위원은 기자회견에서 "공직선거법은 공무원이 선거에 영향을 미치는 행위를 해서는 안 된다고 규정하고 있다"며 "한 대행이 실제로 사퇴한다면 사퇴 이전에 비서실장을 포함한 참모진에게 선거 관련 지시를 한 건 직권남용으로 형사처벌 대상"이라고 주장하였다.
5월 1일, 한 대행은 정부서울청사에서 대국민 담화를 열고 "저는 우리가 직면한 위기를 극복하기 위해 제가 할 수 있는 일, 제가 해야 하는 일을 하고자 저의 직을 내려놓기로 최종 결정했다"며 총리직을 내려 놓았다.

## 공약
한덕수 전 대행은 먼저 즉시 개헌을 제안하였다. 취임 첫해에 개헌안 마련, 2년 차에 개헌 완료, 3년 차에 새 헌법에 따른 총선·대선 실시 후 곧바로 직을 내려놓겠다는 개헌 시나리오를 밝히기도 하였다. 두 번째로 그가 제시한 것은 통상 해결이다. 그는 "미국발 관세 폭풍이 전 세계 모든 나라의 가장 시급한 통상 현안"이라고 하였다. 본인의 통상교섭본부장, 경제부총리, 국무총리, 주미대사 등의 이력을 내세우며 "이번 통상 현안도 반드시 풀어내 보이겠다"고 하였다. 세 번째로 국민 통합과 약자동행을 제시하였다. 한 전 대행은 "통합이 곧 상생"이라며 "남북이 나뉜 것도 통탄할 일인데, 좌와 우로, 동과 서로, 이제는 남성과 여성으로, 중장년과 청년으로 계속해서 갈라져야 하겠냐"며 "사회 모든 분야에서 국민통합과 약자동행이 이루어지도록 혼신의 힘을 다하겠다"고 밝혔다.

## 행보
한 전 대행은 대선 출마 선언 후 첫 공개 일정으로 서울 종로구의 쪽방촌을 찾아 오세훈 서울시장과 회동하였다. 같은 날 오후 5시 40분경, 한 전 대행은 광주광역시 소재의 국립5·18민주묘지를 찾아 참배하려 했으나 시위대에 막혀 묘역에 입장하지 못하였다.